# Bút chì bấm

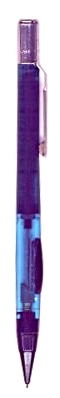
Một cây viết chì bấm dạng bánh cốc.

Bút chì bấm, bút chì kim, bút chì cơ học, bút chì tự động, bút chì kỹ thuật (tiếng Anh: mechanical pencil hay propelling pencil) là những tên gọi khác nhau của một loại bút chì, trong đó "ruột bút chì" (được gọi là ngòi chì) của loại bút này có thể được thay thế, bổ sung và được đẩy ra ngoài đầu bút bằng phương pháp cơ học. Cụ thể, khi ngòi chì bị cùn đi trong quá trình sử dụng, người dùng có thể đẩy nó ra ngoài đầu của bút chì để dùng tiếp. Ngòi chì không dính liền vào vỏ của viết chì và thường có thành phần chính là than chì; mặc dù các chất màu và một số thành phần làm cứng khác cũng được sử dụng.
Bút chì kim thường được thiết kế và sử dụng trong trường hợp người dùng muốn vạch những đường kẻ có độ dày không đổi mà không cần phải chuốt nhọn đầu bút chì; điều này khiến bút chì kim tỏ ra hữu dụng trong các trường hợp như vẽ kĩ thuật, viết chữ hay viết vẽ trong những trường hợp cần bút đầu nhọn. Trong một số ít trường hợp, bút chì bấm được dùng chung với viết chì thông thường hoặc dùng một mình trong mỹ thuật tạo hình.

## Lịch sử

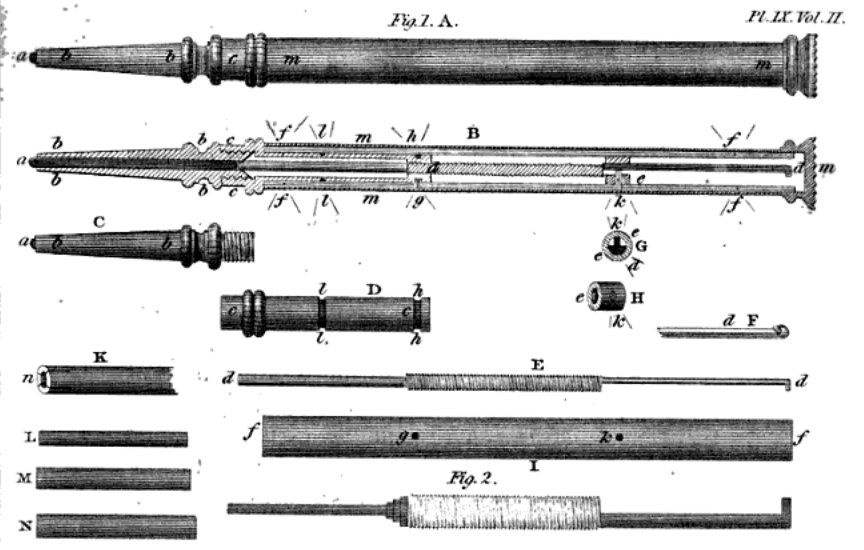
Bản vẽ về thiết kế của một cây viết chì kim trên bằng sáng chế đầu tiên về loại viết này vào năm 1822.

Mẫu vật có niên đại sớm nhất về loại bút chì bấm được phát hiện trong xác tàu HMS Pandora bị đắm vào năm 1791.
Bằng sáng chế đầu tiên về loại bút chì bấm có thể được nạp ngòi được trao vào năm 1822 cho Sampson Mordan và John Isaac Hawkins, hai nhà sáng chế người Anh. Sau khi mua bản quyền của Hawkins, Mordan bắt đầu kinh doanh loại viết này cùng với Gabriel Riddle từ năm 1823 tới 1837. Chính vì vật những sản phẩm đầu tiên của dòng viết chì kim Mordan mang nhãn hiệu là SMGR, tên viết tắt của hai người. Sau năm 1837, giao kèo giữa Mordan và Riddle kết thúc nhưng Mordan vẫn tiếp tục công việc kinh doanh của mình, lần này lấy nhãn hiệu là "S.MORDAN & CO". Công ty của ông tiếp tục sản xuất và kinh doanh viết chì cùng với nhiều món hàng làm bằng bạc khác cho tới tận Thế chiến thứ hai khi nhà máy của công ty bị ném bom.
Từ năm 1822 tới 1874, hơn 160 bằng sáng chế về những cải tiến trong bút chì bấm đã được cấp cho các nhà phát minh. Loại viết chì bấm đầu tiên dùng lò xo được cấp bằng phát minh vào năm 1877 và cơ chế nạp ngòi chì xoắn được cấp bằng vào năm 1895. Loại ngòi kích cỡ 0,9 mm được đưa vào sản xuất năm 1938, tiếp theo đó là các cỡ ngòi 0,3, 0,5 và 0,7. Ngay cả cỡ ngòi 1,3 và 1,4 mm cũng có mặt trên thị trường, và cỡ ngòi 0,4 và 0,2 hiện đã được sản xuất.
Loại viết chì bấm trở nên thịnh hành ở Nhật Bản sau một vài cải tiến năm 1915 của Hayakawa Tokuji - một công nhân chế tác kim loại vừa mới kết thúc thời gian học nghề. Nó được giới thiệu với thị trường với tên gọi "Bút chì nhọn luôn sẵn sàng" (Ever-Ready Sharp Pencil). Loại bút chì mới này thật ra chưa thành công vào lúc mới tung ra thị trường, do trục kim loại của nó - vốn cần thiết cho sự bền lâu của bút chì - chưa thật sự quen thuộc đối với người tiêu dùng. Tuy nhiên, mọi chuyện trở nên thuật lợi kể từ khi Hayakawa nhận được đơn đặt hàng với số lượng lớn từ Tokyo và Osaka. Về sau, công ty của ông mang tên của loại bút chì mới này: Sharp.
Cùng lúc đó, ở Hoa Kỳ, Charles Rood Keeran phát triển một loại viết chì bấm tương tự, về sau trở thành nền tảng cho hầu hết các viết chì kim hiện hành. Thiết kế của Keeran dựa trên các bánh cốc, trong khi của Hayakawa dựa trên cơ chế của đinh vít. Lịch sử phát triển của hai dòng này thường kết hợp và trộn lẫn với nhau.

## Phân loại theo cơ chế
Theo cơ chế hoạt động, bút chì bấm có thể được chia làm hai loại cơ bản. Loại thứ nhất chỉ có khả năng giữ cho ngòi chì cố định và không bị rơi, còn loại thứ hai vừa có khả năng giữ ngòi chì vừa có chức năng đẩy đầu ngòi chì về phía trước bằng thao tác bấm nút của người dùng.

### Bút chì bấm giữ

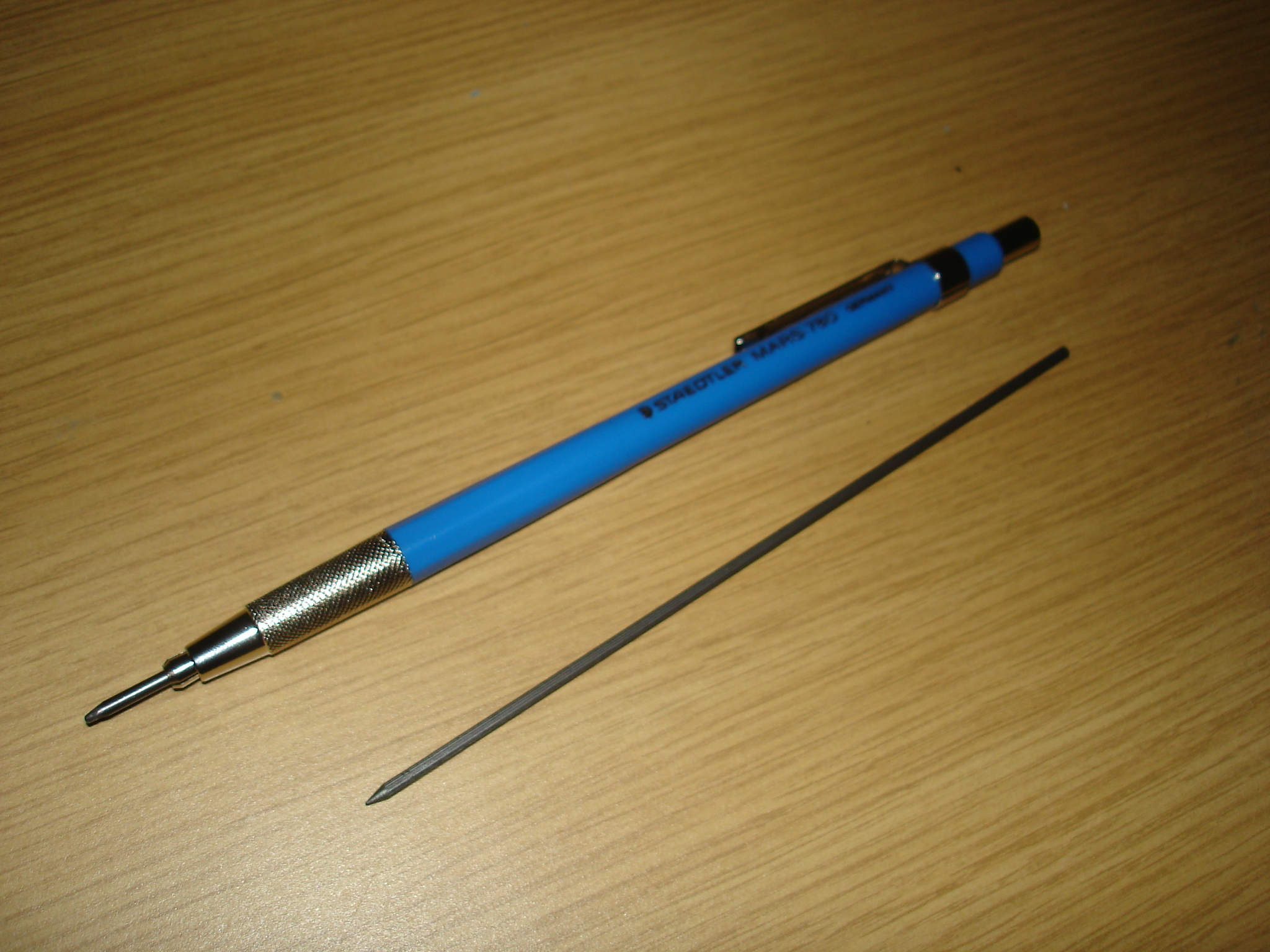
Một cây viết chì kim "giữ" nhãn hiệu Staedtler Mars 780 cùng với ngòi chì kích cỡ "khủng" của nó.

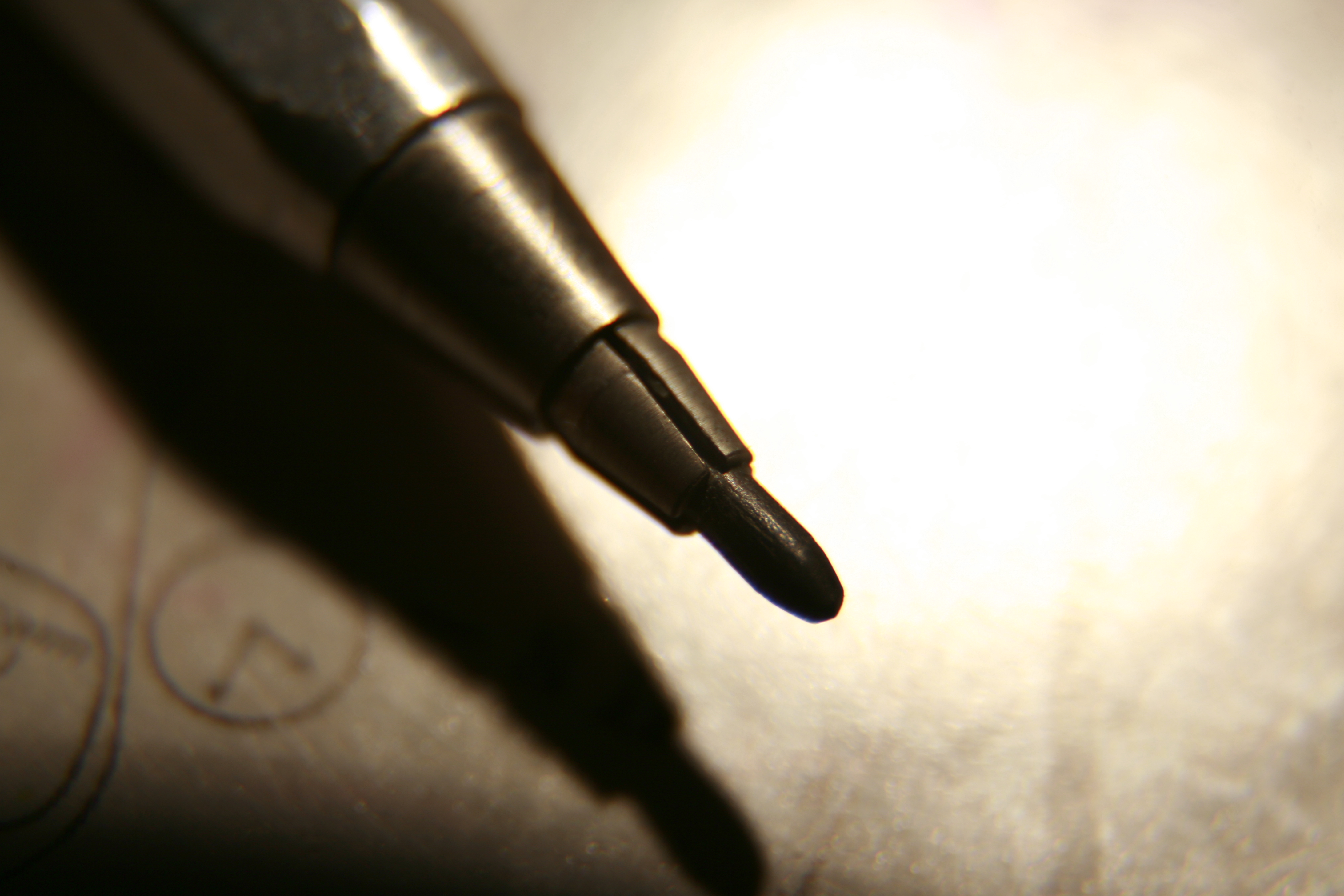
Đầu của một cây bút chì bấm giữ.

Loại bút chì bấm giữ (clutch pencil hay leadholder) chỉ có khả năng giữ ngòi chì không bị rơi hay xộc xệch, còn việc kéo hay đẩy ngòi bút ra/vào hoàn toàn phải thao tác trực tiếp lên ngòi chì bằng tay. Cụ thể, ngòi chì của loại bút chì bấm này được giữ chặt bằng hai khớp ly hợp nằm ở đầu bút; và khi người dùng ấn mạnh vào một cái nút ở đuôi viết thì hai khớp sẽ mở ra khiến ngòi chì rơi tự do. Lúc này, như đã nói ở trên, người sử dụng phải trực tiếp dùng tay kéo hay đẩy đầu ngòi chì ra/vào trong viết để tinh chỉnh theo ý mình. Thật ra, một số bút chì bấm dạng "giữ", thí dụ như loại viết nhãn hiệu Alvin Tech-Matic cũng có cơ chế đẩy ngòi chì lên phía trước như kiểu viết chì kim loại thứ 2.
Một cây viết chì kim loại "giữ" thường dùng các loại ngòi dày (đường kính 2–5,6 mm) và ruột bút chì thường chỉ chứa được tối đa 1 ngòi mà thôi.

### Bút chì bấm đẩy

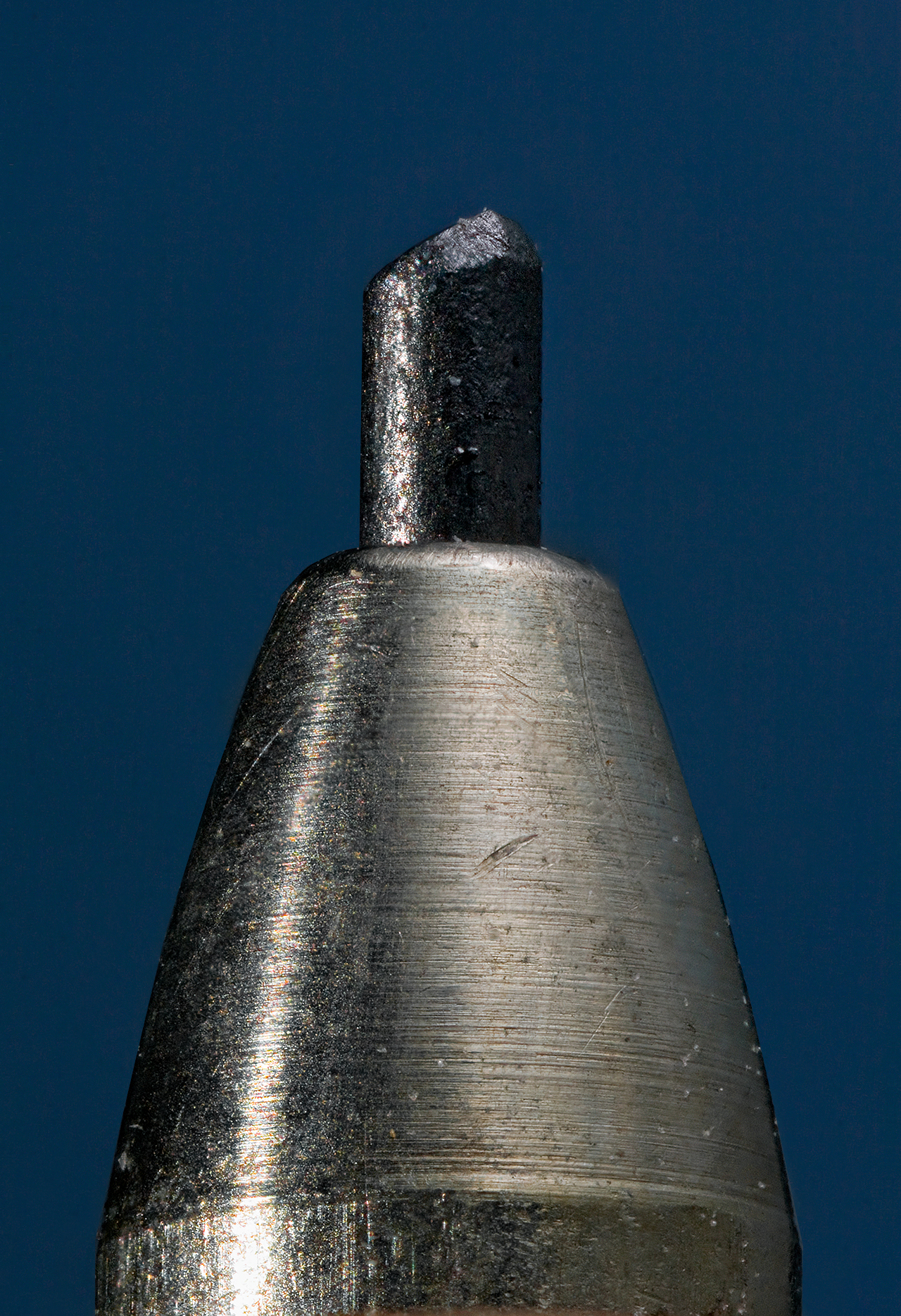
Đầu của một cây viết chì kim dạng bánh cốc.

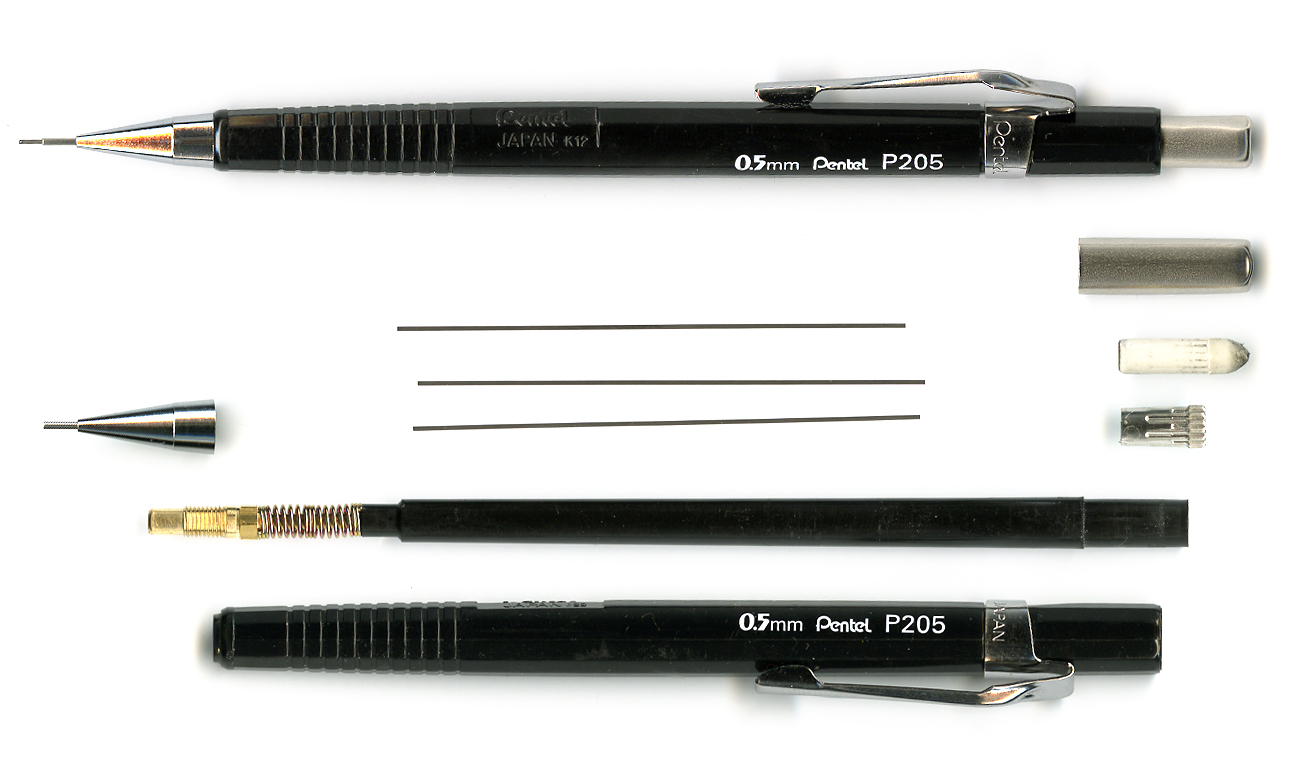
Một chiếc bút chì kim nhãn hiệu Pentel với các bộ phận được tháo rời, cho thấy 3 ngòi chì kích cỡ 0,5 mm nằm trong lòng bút.

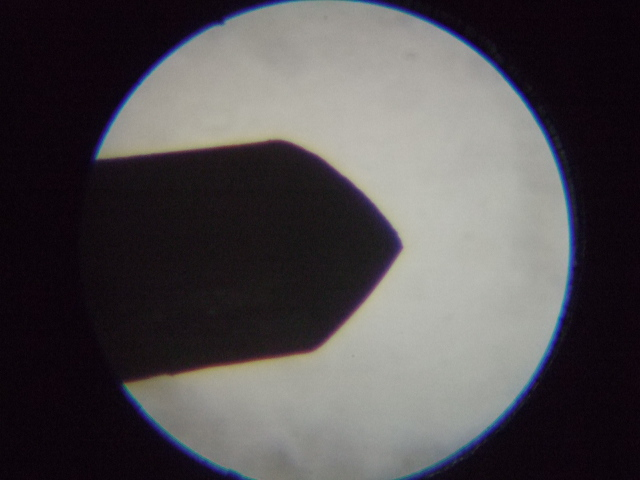
Đầu ngòi chì của cây viết dạng Kurutoga.

Phần lớn các loại bút chì kim trên thị trường đều nằm trong loại "đẩy" (propelling pencil), vừa có chức năng giữ và đẩy đầu ngòi chì về phía trước. Chúng chủ yếu sử dụng các ngòi kích cỡ khá nhỏ (dưới 1 mm) và theo cơ chế có thể được chia thành những loại nhỏ sau:
1. Bút chì bấm với cơ chế dựa vào bánh cốc. Loại này có ngòi chì được giữ bằng 2 hay 3 ngàm nằm trong 1 vòng khuyên ở đầu viết. Những chiếc ngàm này được điều khiển bởi một nút bấm ở đuôi hay nằm phía bên của bút. Cụ thể, khi người dùng ấn nút, những cái ngàm di chuyển về phía trước và tách ra, điều này khiến cho ngòi chì di chuyển về phía trước và ra ngoài đầu bút. Trong khoảng thời gian này, khi các ngàm đang tách ra và mất khả năng giữ cố định ngòi chì, chiếc ngòi vẫn được tạm thời giữ cố định bởi một bộ phận làm bằng cao su nằm trong đầu viết. Nhờ bộ phận này, ngòi chì sau khi được các ngàm đẩy lên phía trước thì sẽ yên vị ở vị trí mới chứ không rơi ra ngoài hay vào trong lòng viết như ở loại viết chì kim "giữ" (trừ phi lực tác động bên ngoài kéo ngòi ra hay đẩy ngòi vào trong thời gian vẫn còn giữ nút bấm). Khi nút bấm được nhả ra, các ngàm khép lại và thụt lùi về vị trí cũ và kẹp chặt ngòi tại nơi ở mới. Viết chì kim dạng bánh cốc là loại thông dụng nhất trên thị trường; và dạng này có một số biến thể:
  - Một biến thể khi bị lắc về phía trước và phía sau thì khiến cho trọng lượng bên trong bút kích hoạt cơ chế đẩy ngòi ở đầu viết chì. Loại viết chì này cũng có thể được trang bị một nút bấm.
  - Một biến thể tân tiến hơn có khả năng tự động đẩy ngòi về phía trước. Trong biến thể này, ngòi chì được đẩy về phía trước bằng một bánh cốc và được giữ yên chỉ bằng một lực ma sát rất nhỏ, đủ để nó không rơi vào trong lòng bút dưới tác động của trọng lực. Đầu viết là một vòng đai chịu lực đẩy của một lò xo; khi ngòi chì bị cùn đi thì lực nén lò xo giảm bớt và vòng đai bị kéo ra ngoài nhiều hơn khi lực ép giảm bớt.
  - Một biến thể tân tiến hơn nữa có khả năng xoay ngòi chì 9 độ ngược chiều kim đồng hồ mỗi khi nó bị đẩy ra ngoài, điều này khiến đầu ngòi chì được mòn đều theo mọi phía và đường kẻ chì đều hơn và mỏng hơn đến 50% so với các loại bút chì bấm thông thường. Nó được phát triển lần đầu tiên bởi Công ty trách nhiệm hữu hạn Mitsubishi Pencil (Mitsubishi Pencil Co.,LTD) và được đặt tên là Kuru Toga, có nghĩa là "xoay tròn".[9]
2. Bút chì bấm với cơ chế dựa vào đinh vít. Loại này đẩy ngòi chì về phía trước bằng cách xoay một đinh vít khiến nó trượt về phía trước của bút chì theo đường ren. Đây là loại viết chì kim phổ biến nhất trong đầu thế kỷ 20.
  - Một biến thể khác của loại này có ngòi chỉ tiến về phía trước bởi lực ma sát trực tiếp với đinh vít.
3. Bút chì bấm với cơ chế xoay tròn. Loại này có ngòi chì được đẩy về phía trước bằng việc xoay tròn đầu bút. Nhiều dạng trong nhóm này có cơ chế khóa một chiều giúp ngòi chì được đẩy vào trong lòng bút chì.

## Phân loại ngòi chì
So với viết chì, ngòi chì có biên độ khác biệt nhỏ hơn; tuy nhiên số thể loại ngòi chì khác nhau không phải là ít. Phần lớn các viết chì kim có thể được nạp thêm ngòi sau khi dùng hết số ngòi trong ruột, tuy nhiên một số loại viết chì rẻ tiền thì thuộc dạng "dùng một lần", tức là hết ngòi thì... vứt.

### Phân loại theo đường kính ngòi chì

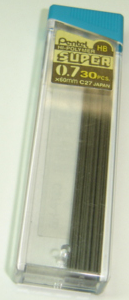
Ngòi chì kích cỡ 0,7 mm hiệu Pentel của một cây viết chì kim hiện đại.

Cơ chế của bút chì bấm khiến cho mỗi cây viết chì chỉ có thể phù hợp với một kích cỡ ngòi nhất định. Tuy nhiên một số loại viết chì kim như Pentel Function 357 tích hợp một vài cơ chế vào trong cùng một chiếc bút và vì vậy có thể sử dụng ngòi chì với nhiều kích cỡ khác nhau, trong trường hợp này là các cỡ: 0,3, 0,5 và 0,7 mm.
Nhiều loại ngòi chì khác nhau có sẵn trên thị trường để đáp ứng cho nhu cầu của nhiều loại công việc khác nhau. Những loại thông dụng nhất thì có kích cỡ từ 0,5mm đến 0,7mm và được dùng trong công việc viết hay vẽ chính xác. Ngòi chì với đường kính 1mm hiếm khi xuất hiện trên thị trường. Loại 0,2 mm thì cũng hiếm. (loại này do Pentel sản xuất)
| Đường kính | Công dụng                                                                                                |
| ---------- | --- |
| 0,2mm      | Vẽ kỹ thuật                                                                                              |
| 0,3mm      | Vẽ kỹ thuật                                                                                              |
| 0,4mm      | Vẽ kỹ thuật                                                                                              |
| 0,5mm      | 1) Vẽ kỹ thuật thông thường hoặc dành cho người mới vào nghề 2) Viết vẽ thông thường                     |
| 0,7mm      | Viết vẽ thông thường                                                                                     |
| 0,9mm      | Viết vẽ thông thường, dùng cho học sinh, sinh viên                                                       |
| 1,0mm      | Hiếm gặp, chủ yếu dùng cho các bút chì bấm Parker sản xuất trước năm 1950                                |
| 1,18mm     | Cũ hơn, sử dụng cho các loại bút chì như Yard-O-Led                                                      |
| 1,3mm      | Bút chì Staedtler và Pentel (Ngòi màu thì chỉ dành cho Pentel)                                           |
| 1,4mm      | Dùng cho bút Faber-Castell e-Motion và loại Lamy ABC cũng như một số bút chì dành cho trẻ em của Stabilo |
| 2mm        | Bút chì bấm giữ dùng để vẽ nháp                                                                          |
| 3,15mm     | Bút chì bấm giữ                                                                                          |
| 5,6mm      | Bút chì bấm giữ                                                                                          |

Bút chì với các ngòi có đường kính nhỏ hơn 1 mm thì có thể chứa nhiều ngòi chì trong ruột, giúp làm giảm thiểu số lần cần phải nạp ngòi. Một trường hợp ngoại lệ là loại Pentel 350 E - nhiều khả năng là bút chì bấm đầu tiên của Pentel - chỉ có thể chứa một ngòi chì cỡ 0,5 mm trong ruột. Ngòi chì được bày bán dưới dạng đựng trong các hộp nhựa hay ống tuýp nhỏ.

### Chất màu
Giống như các loại bút chì khác, ngòi của viết chì kim có nhiều loại dựa theo tỉ lệ than chì trên chất gắn, tùy theo ý muốn của người sử dụng về độ bền cũng như độ đậm nhạt của ngòi.
Trên thị trường có bày bán ngòi chì màu, nhưng khá hiếm. Nhãn hiệu chì màu "Twistable" của Crayola bao gồm hai kiểu ngòi (có thể tẩy xóa và không thể tẩy xóa) cùng với cơ chế nạp ngòi cơ học, tuy nhiên không cung cấp ngòi chì có thể được nạp. Một số hãng sản xuất của các nước không phải Hoa Kỳ như Pentel, Pilot, và uni-ball hiện nay đang sản xuất một số ngòi chì mày với các kích cỡ (0,5mm, 0,7mm, 2mm) dùng cho các loại viết của họ. Koh-i-Noor sản xuất các bút chì màu sử dụng các loại ngòi nạp được với kích cỡ 2, 3,15 và 5,6mm.

## Hình ảnh

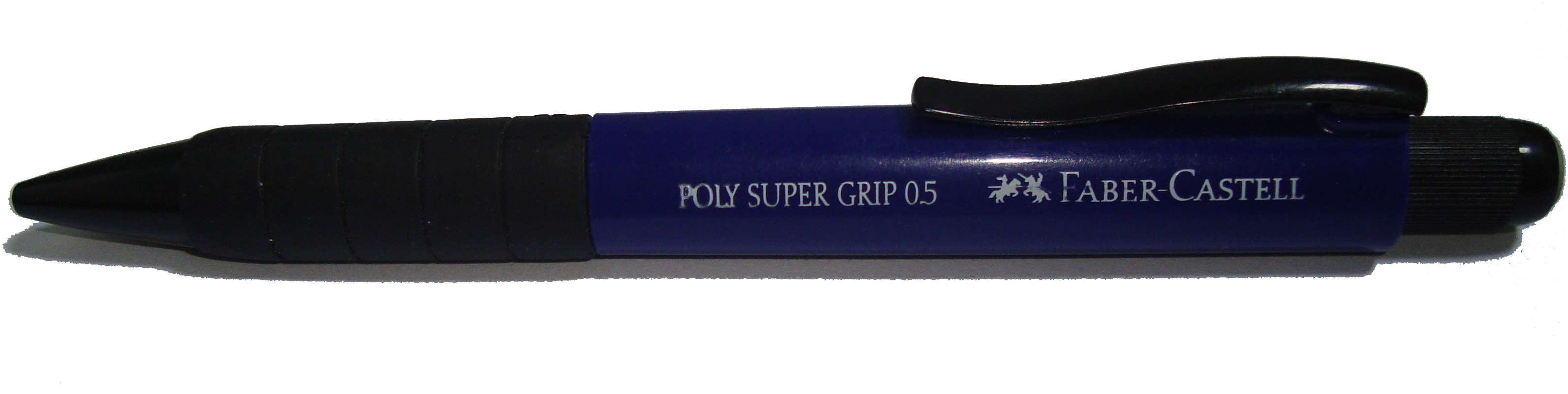
Một cây viết chì bấm nhãn hiệu Faber-Castell.
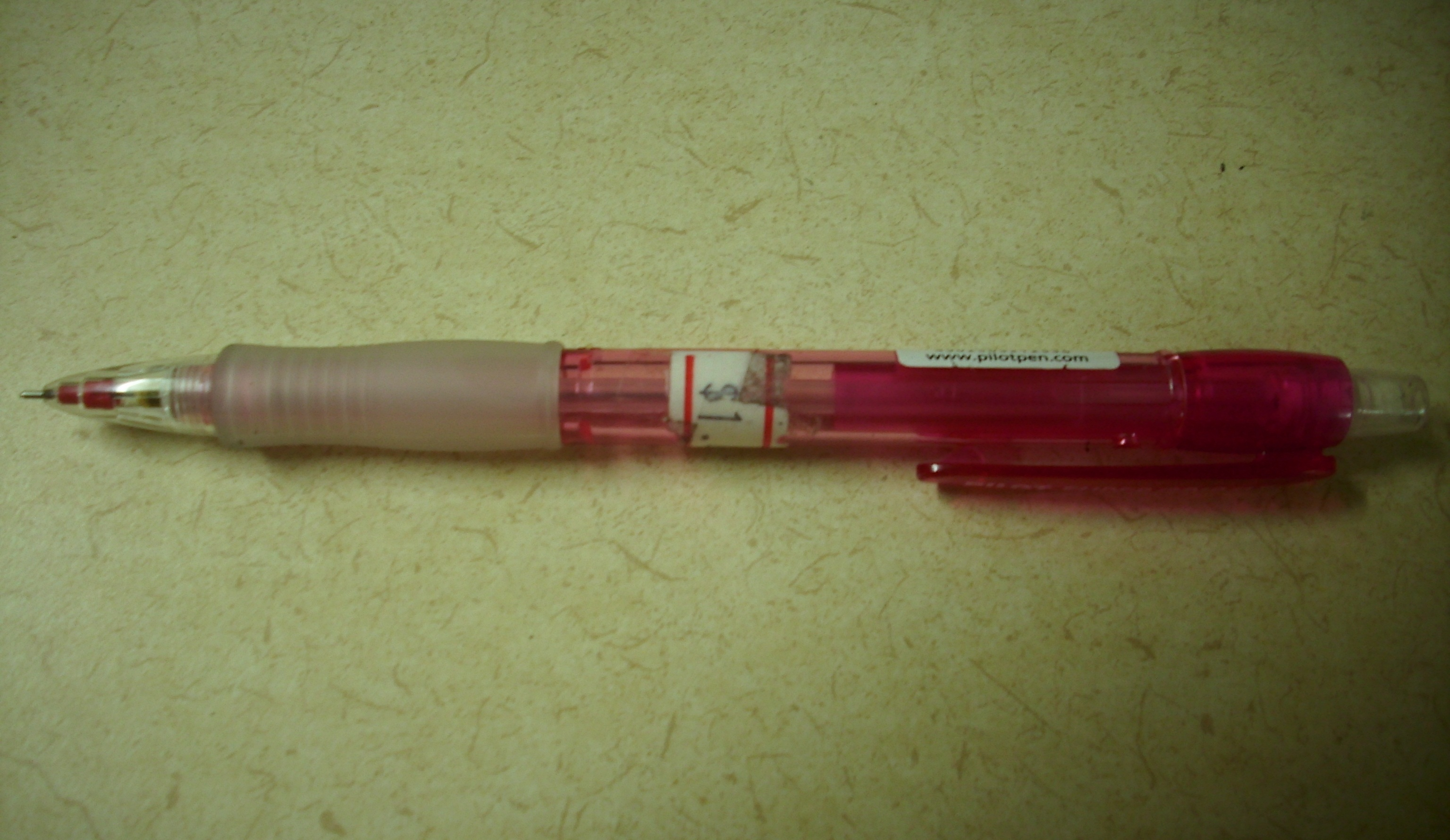
Một cây viết chì bấm hiệu Pilot với cục tẩy gắn ở đuôi.